# Parigi-Roubaix 1987
La Parigi-Roubaix 1987, ottantacinquesima edizione della corsa, fu disputata il 12 aprile 1987, per un percorso totale di 264 km. Fu vinta dal belga Eric Vanderaerden, giunto al traguardo con il tempo di 7h18'03" alla media di 36,982 km/h.
Presero il via da Compiègne 192 ciclisti, 47 di essi tagliarono il traguardo a Roubaix.

## Ordine d'arrivo (Top 10)
| Pos. | Corridore                  | Squadra      | Tempo   |
| ---- | -------------------------- | ------------ | ------- |
| 1    | Eric Vanderaerden          | Panasonic    | 7h18'03 |
| 2    | Patrick Versluys           | ADR-Fangio   | s.t.    |
| 3    | Rudy Dhaenens              | Hitachi-Marc | s.t.    |
| 4    | Jean-Philippe Vandenbrande | Hitachi-Marc | a 2"    |
| 5    | Edwig Van Hooydonck        | Superconfex  | a 1'54" |
| 6    | Bruno Wojtinek             | Z-Peugeot    | a 2'37" |
| 7    | Marc Sergeant              | Lotto-Merckx | s.t.    |
| 8    | Nico Verhoeven             | Superconfex  | s.t.    |
| 9    | Bruno Leali                | Carrera      | s.t.    |
| 10   | Martial Gayant             | Système U    | a 3'04" |